# Eberhard Rosenblad

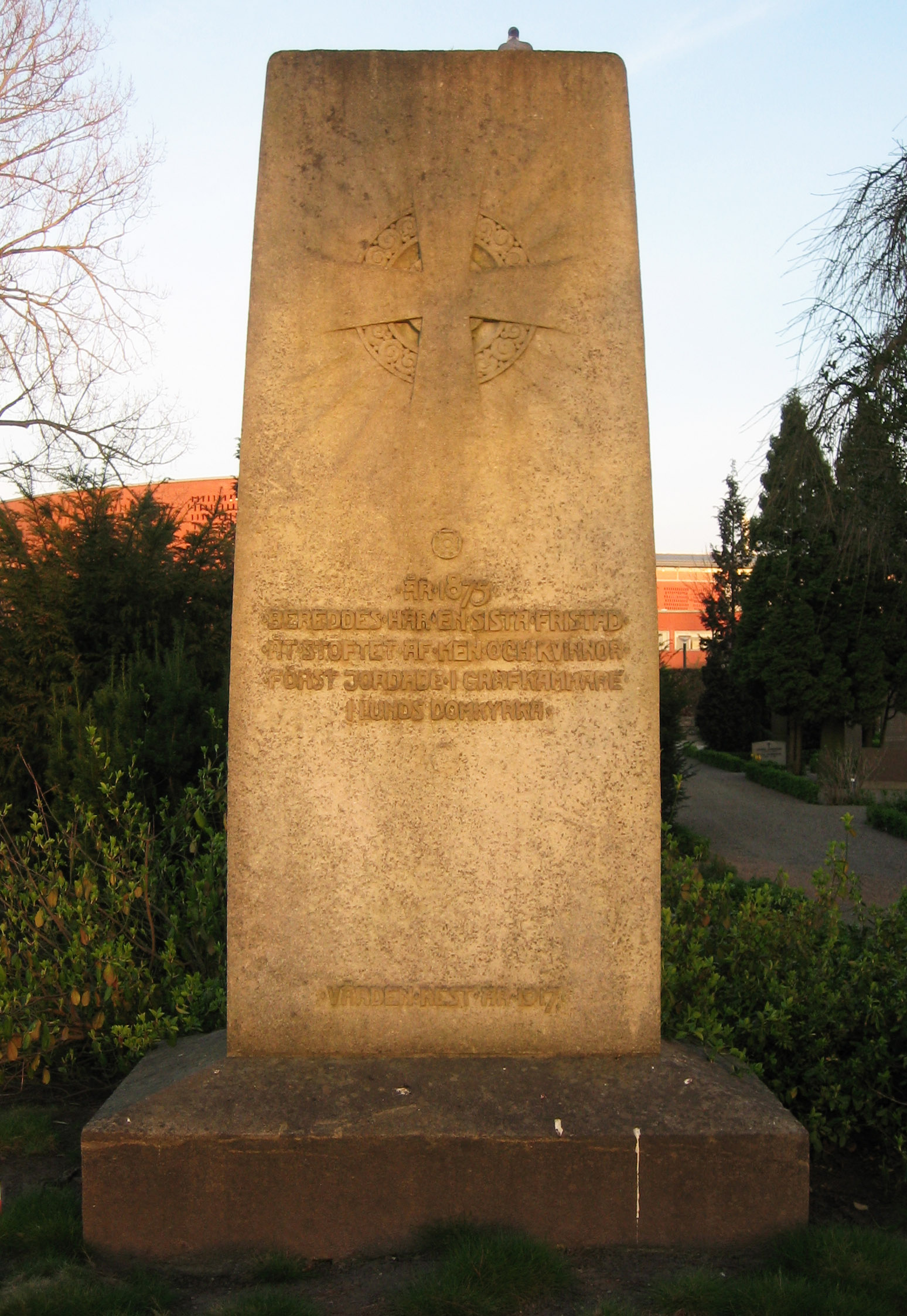
Rosenblads stoft ligger sedan 1875 i denna massgrav på Norra kyrkogården i Lund.

Eberhard Rosenblad, före adlandet 1770 Rosén,  född den 16 november 1714 i Sexdrega prästgård i nuvarande Svenljunga kommun i Västergötland, död den 21 mars 1796 i Lund, var svensk läkare och professor. 
Hans föräldrar var kyrkoherden Erik Rosenius och Anna Wekander. Han gifte sig 1746 med Ulrika von Hermansson, syster till riksrådet Matthias von Hermansson. Han var far till generaladjutanten Nils Rosenblad, generallöjtnanten Elof Rosenblad och justitiestatsministern Mathias Rosenblad.

## Biografi
Rosenblad blev student vid Uppsala universitet 1732 och ägnade sig till en början åt teologin, men sedan åt medicinen, därvid understödd av sin bror arkiatern Nils Rosén von Rosenstein, som då nyss blivit befordrad  till professor. Han utgav två disputationer De tussi (1739, 1741), vilka väckte uppseende. Han försvarade dem under sin brors presidium och blev medicine doktor 1741. 
Efter avslutade akademiska studier begav han sig till Stockholm som praktiserande läkare, antogs 1742 till sekreterare i Collegium medicum och blev 1743 expeditionsmedikus på örlogsflottan, som avgick till Finland, samt efter återkomsten assessor i ovannämnda verk. 1744 anmodades han enhälligt av Lunds universitets konsistorium att söka professuren i praktisk medicin, vartill han också efter disputationen De cortice peruviano (samma år) blev utnämnd. 
Året därpå reste han till Göttingen för att åhöra von Haller, med vilken han knöt förtrolig vänskap, samt sedan till flera andra ställen i Tyskland och kom hem 1756. Han blev nu en av dem som bidrog att utbilda den dittills i Lund mycket försummade läkarvetenskapen, och utförde vid detta universitet en livsgärning, som delvis svarade mot den hans bror professor Nils Rosén von Rosenstein utförde för Uppsala. 
Själv var Rosenblad ofantligt anlitad även som praktiker och utmärkte sig jämväl vid flera tillfällen som skicklig veterinär. I 36 år (från 1760) var han också intendent vid Ramlösa hälsobrunn. Där var han den förste som verkligen drev brunnen om en klinik, där han förde noggranna journaler över patienterna och följde upp deras resultat även då de lämnat brunnen. Han var också en generös läkare som undersökte de sämst ställda utan krav på betalning och till och med kunde betala deras medicin ur egen ficka.
Som professor utgav han 36 disputationer, Observationes botanicæ (1749), ett par häften om boskapssjuka m. m. Av hans avhandlingar översattes några till tyska och engelska. 1768 var han en av dem som låg bakom Lunds lasaretts grundande.
Även utanför fältet för hans egen vetenskapliga disciplin gjorde sig hans lärdom gällande. Som vältalare på latin var Rosenblad också fulländad mästare, kände även grekiska litteraturen, var med ett ord ett slags polyhistor enligt gamla tidens mönster. 1752 blev han ledamot nummer 132 av Kungliga Vetenskapsakademien och upphöjdes 1770 i adligt stånd, då han förändrade sitt hittills burna namn, Rosén, till Rosenblad.
1784 tog han avsked från professuren, men framlevde ännu åtskilliga år i lycklig yttre ställning och fortsättande sin läkarpraktik. Jämte Sven Lagerbring var Rosenblad utan tvivel Lunds universitets mest lysande namn vid 1700-talets mitt. Ur Rosenblads skola utgick bland andra Anders Jahan Retzius, Arvid Florman, Pehr Unge och Eberhard Zacharias Munck af Rosenschöld.
Rosenblad begravdes först i Lunds domkyrka, men stoftet flyttades 1875 till en massgrav på Norra kyrkogården i Lund.